# Mezi námi děvčaty
Mezi námi děvčaty je americký komediální film z roku 2003, založený na základě stejnojmenného románu spisovatelky Mary Rodgers. Hlavní role si zahrály Lindsay Lohan a Jamie Lee Curtis. Ve filmu se také objevily Chad Michael Murray, Mark Harmon a Julie Gonzalo. Film je remakem filmu z roku 1976 s Barbarou Harris a Jodie Foster v hlavních rolích.

## Děj
Tess Coleman (Jamie Lee Curtis) a její dcera Annie (Lindsay Lohan) spolu vůbec nevycházejí. Po incidentu v čínské restauraci se ráno probouzí v těle té druhé. Tess svatba a Annie koncert se nezadržitelně blíží. Dvojici nezbývá nic jiného, než rychle najít způsob, jak se dostat zpět do svého těla.

## Obsazení
| Jamie Lee Curtis    | Tess Coleman     |
| Lindsay Lohan       | Anna Coleman     |
| Mark Harmon         | Ryan             |
| Harold Gould        | děda Alan        |
| Chad Michael Murray | Jake             |
| Stephen Tobolowsky  | Pan Elton Bates  |
| Christina Vidal     | Maddie           |
| Ryan Malgarini      | Harry Coleman    |
| Haley Hudson        | Peg              |
| Rosalind Chao       | Pei-Pei          |
| Lucille Soong       | Matka Pei Pei    |
| Willie Garson       | Evan             |
| Dina Waters         | Dottie Robertson |
| Julie Gonzalo       | Stacey Hinkhouse |
| Cayden Boyd         | Harryho kamarád  |

## Produkce
Filmový producent Andrew Gunn doufal, že Jodie Foster (která hrála dceru Annabel v původním filmu v roce 1976), si zahraje v remaku roli matky. Herečka se však rozhodla věnovat rodině. Do role byla obsazena Annette Benning, ale roli nakonec odmítla a tak čtyři dny před natečením roli získala Jamie Lee Curtis.
Kelly Osbourne byla zvažována do role Maddie, ale roli odmítla, protože nechtěla hrát ve filmu pro děti.

## Ocenění a nominace
| Rok  | Ocenění                            | Kategorie                                                    | Nominovaný                  | Výsledek  |
| ---- | ---------------------------------- | ------------------------------------------------------------ | --------------------------- | --------- |
| 2003 | Satellite Award                    | Nejlepší herečka ve filmu - muzikál nebo komedie             | Jamie Lee Curtis            | nominace  |
| 2004 | Teen Choice Award                  | Průlomová herečka                                            | Lindsay Lohan               | vítězství |
| 2004 | Teen Choice Award                  | Filmová komedie                                              | Mezi námi děvčaty           | nominace  |
| 2004 | Teen Choice Award                  | Hissy Fit                                                    | Lindsay Lohan               | vítězství |
| 2004 | Phoenix Film Critics Society Award | Nejlepší rodinný film                                        | Mezi námi děvčaty           | vítězství |
| 2004 | MTV Movie Award                    | Průlomové vystoupení                                         | Lindsay Lohan               | vítězství |
| 2004 | BMI Film Music Award               |                                                              | Rolf Kent                   | vítězství |
| 2004 | Zlatý Globus                       | Nejlepší herečka - muzikál nebo komedie                      | Jamie Lee Curtis            | nominace  |
| 2004 | Critics Choice Award               | Nejlepší rodinný film                                        | Mezi námi děvčaty           | nominace  |
| 2004 | Saturn Award                       | Nejlepší fantasy film                                        | Mezi námi děvčaty           | nominace  |
| 2004 | Saturn Award                       | Nejlepší herečka                                             | Jamie Lee Curtis            | nominace  |
| 2004 | Saturn Award                       | Nejlepší scénář                                              | Heather Hach a Leslie Dixon | nominace  |
| 2004 | Saturn Award                       | Nejlepší mladá herečka                                       | Lindsay Lohan               | nominace  |
| 2004 | Young Artist Award                 | Nejlepší vystoupení mladé herečka v hlavní roli ve filmu     | Lindsay Lohan               | nominace  |
| 2004 |                                    | Nejlepší vystouepní ve filmu - mladý herec ve věku 10 a méně | Ryan Malgarini              | nominace  |